# Елизабет Арнуа
Елизабет Роуз Харнойс (на английски: Elisabeth Rose Harnois; родена на 26 май 1979 г.) е американска актриса. Популярна е най-вече с ролята си на Морган Броуди в сериала „От местопрестъплението“, която изпълнява от 2011 до 2015 г.